# Психология осаждённой крепости
Осадный менталитет (англ. Siege mentality), также известный как синдром или психология «осаждённой крепости» — состояние субъекта, уверенного во враждебных намерениях окружающих, оборонительное, боязливое отношение. Установлена связь между осадной психологией и паранойей. 
Субъект может быть как отдельным человеком, так и группой людей вплоть до государства. Название происходит от военной осады, когда защитники отгорожены от внешнего мира вражескими войсками по периметру.
Агнешка Голец де Завала и Александра Чихоцкая Zavala & Cichoka в 2012 связали осадную психологию с коллективным нарциссизмом и антисемитизмом в связи с Польшей. Ранее те же авторы связывали коллективный нарциссизм с агрессивностью. Джоанна Воллхардт, Михал Билевич и Матеуш Олеховски связывают осадную психологию с виктимизацией и «коллективной жертвой».
Наиболее изученным примером субъекта с осадным менталитетом является окружённое арабскими странами Государство Израиль, чей народ подвергался многовековым гонениям вплоть до Холокоста. Даниэль Бар-Толл и Дикла Антеби разработали опросник с 12 вопросами относительно осадной психологии в целом и с 9 вопросами, которые касались Израиля.
В русском языке термин «психология осаждённой крепости» чаще всего употребляется по отношению к современной России, находящейся в конфронтации со странами Запада. Во времена гражданской войны один из использованных лозунгов гласил, что «Советская Россия — осажденный лагерь», так как это способ объединить государство против общего врага.